# Walckenaeria mauensis
Walckenaeria mauensis là một loài nhện trong họ Linyphiidae.
Loài này thuộc chi Walckenaeria. Walckenaeria mauensis được Herman Theodor Holm miêu tả năm 1984.